# José Águas
José Pinto de Carvalho Santos Águas (9. listopad 1930, Lobito — 10. prosinec 2000) byl portugalský fotbalista narozený v Angole. Hrával na pozici útočníka.
Za portugalskou reprezentaci odehrál 25 utkání a vstřelil 11 branek.
S Benficou Lisabon vyhrál dvakrát Pohár mistrů evropských zemí (1960/61, 1961/62), pětkrát se s ní stal mistrem Portugalska a sedmkrát vybojoval portugalský pohár.
Byl výjimečným kanonýrem. Pětkrát se stal nejlepším střelcem portugalské ligy (1951/52, 1955/56, 1956/57, 1958/59, 1960/61). V sezóně 1960/61 byl nejlepším střelcem Poháru mistrů.
V anketě Zlatý míč, která hledala nejlepšího fotbalistu Evropy, se umístil dvakrát. Roku 1961 skončil desátý, roku 1962 jedenáctý.